# 伊宁逍遥蛛
伊宁逍遥蛛（学名：Philodromus yijingensis）为逍遥蛛科逍遥蛛属的动物。在中国大陆，分布于新疆等地，多生活于果园灌木丛及山野牧场草丛中。该物种的模式产地在新疆。